# Jacob Brito
Jacob Brito es un actor australiano, más conocido por interpretar a Charlie Hoyland en la serie australiana Neighbours.

## Carrera
En el 2008 obtuvo su primer papel importante en la televisión cuando se unió al elenco de la exitosa serie australiana Neighbours, donde interpreta a Charlie Hoyland, el pequeño hijo de Stephanie Scully y Max Hoyland.
Jacob es el segundo actor en interpretar el papel de Charlie, anteriormente fue interpretado por el pequeño Aaron Aulsebrook-Walker del 2006 al 2007. Luego de que los productores decidieran incrementar la interacción entre Charlie y su madre Steph, como sintieron que Aaron era muy joven para tener sus propias líneas, decidieron incrementar la edad de Charlie de 2 a 4 años y así fue como Jacob tomó el papel.
El 26 de mayo de 2011 Jacob apareció por última vez como Charlie, después de que su personaje se mudara a Béndigo junto con su abuela Lyn Scully para estar más cerca de su madre Stephanie Scully interpretada por (Carla Bonner). 

## Filmografía
Series de televisión
| Año         | Serie      | Personaje       | Notas         |
| ----------- | ---------- | --------------- | ------------- |
| 2008 - 2011 | Neighbours | Charlie Hoyland | 345 episodios |